# راي بروك (نيويورك)
راي بروك (بالإنجليزية: Rye Brook, New York)‏ هي منطقة سكنية تقع في الولايات المتحدة في مقاطعة ويستتشستر، نيويورك. يقدر عدد سكانها بـ 9,347 نسمة ومساحتها 9.0 كم2 وترتفع عن سطح البحر 76 متر.

## التركيبة السكانية
حدّد مكتب تعداد الولايات المتحدة بيانات التركيبة السكانية لراي بروك في تعداد الولايات المتحدة. في ما يلي، التركيبة السكانية حسب تعدادي 2000 و2010.

### تعداد عام 2000
بلغ عدد سكان راي بروك 8,602 نسمة بحسب تعداد عام 2000، وبلغ عدد الأسر 3,122 أسرة وعدد العائلات 2,436 عائلة مقيمة في القرية. في حين سجلت الكثافة السكانية 962.2 نسمة لكل كيلومتر مربع (2,492.1/ميل2). وبلغ عدد الوحدات السكنية 3,224 وحدة بمتوسط كثافة قدره 360.6 لكل كيلومتر مربع (933.9/ميل2).
وتوزع التركيب العرقي للقرية بنسبة 91.96% من البيض و1.03% من الأمريكيين الأفارقة و0.21% من الأمريكيين الأصليين و4.25% من الأمريكيين ذوي الأصول الآسيوية و0.02% من سكان جزر المحيط الهادئ و1.36% من الأعراق الأخرى و1.16% من عرقين مختلطين أو أكثر و5.44% من الهسبانيون أو اللاتينيون من أي عرق.
بلغ عدد الأسر 3,122 أسرة كانت نسبة 38.8% منها لديها أطفال تحت سن الثامنة عشر تعيش معهم، وبلغت نسبة الأزواج القاطنين مع بعضهم البعض 68.4% من أصل المجموع الكلي للأسر، ونسبة 7.3% من الأسر كان لديها معيلات من الإناث دون وجود شريك، بينما كانت نسبة 2.2% من الأسر لديها معيلون من الذكور دون وجود شريكة وكانت نسبة 22% من غير العائلات. تألفت نسبة 18.8% من أصل جميع الأسر من عدة أفراد يعيشون في نفس المنزل ونسبة 9.6% كانت تتألف من شخص يعيش بمفرده يبلغ من العمر 65 عاماً أو أكثر. وبلغ متوسط حجم الأسرة المعيشية 2.72، أما متوسط حجم العائلات فبلغ 3.09.
بلغ العمر الوسطي للسكان 40.7 عاماً. وكانت نسبة 25.5% من القاطنين تحت سن الثامنة عشر، وكانت نسبة 3.8% بين الثامنة عشر والرابعة والعشرين عاماً، ونسبة 27.8% كانت واقعةً في الفئة العمرية ما بين الخامسة والعشرين والرابعة والأربعين عاماً، ونسبة 25.3% كانت ما بين الخامسة والأربعين والرابعة والستين، ونسبة 16.2% كانت ضمن فئة الخامسة والستين عاماً فما فوق. يوجد لكل 100 أنثى 90.8 ذكر، ويوجد لكل 100 أنثى في الثامنة عشر من عمرها فما فوق 88.1 ذكر.
بلغ متوسط دخل الأسرة في القرية 98,864 دولارًا، أما متوسط دخل العائلة فبلغ 111,287 دولارًا. وكان متوسط دخل الذكور 75,712 دولارًا مقابل 45,698 دولارًا للإناث. وسجل دخل الفرد الخاص بالقرية 48,617 دولارًا. وكانت نسبة 1.8% من العائلات ونسبة 2.9% من السكان تحت خط الفقر، وكان من هؤلاء نسبة 1% تحت سن الثامنة عشر ونسبة 1.4% في الخامسة والستين من العمر وما فوق.

### تعداد عام 2010
بلغ عدد سكان راي بروك 9,347 نسمة بحسب تعداد عام 2010، وبلغ عدد الأسر 3,461 أسرة وعدد العائلات 2,556 عائلة مقيمة في القرية. في حين سجلت الكثافة السكانية 1,045.5 نسمة لكل كيلومتر مربع (2,707.8/ميل2). وبلغ عدد الوحدات السكنية 3,603 وحدة بمتوسط كثافة قدره 403 لكل كيلومتر مربع (1,043.8/ميل2).
وتوزع التركيب العرقي للقرية بنسبة 88.96% من البيض و1.54% من الأمريكيين الأفارقة و0.17% من الأمريكيين الأصليين و4.55% من الأمريكيين ذوي الأصول الآسيوية و0.01% من سكان جزر المحيط الهادئ و3.03% من الأعراق الأخرى و1.74% من عرقين مختلطين أو أكثر و11.06% من الهسبانيون أو اللاتينيون من أي عرق.
بلغ عدد الأسر 3,461 أسرة كانت نسبة 36.5% منها لديها أطفال تحت سن الثامنة عشر تعيش معهم، وبلغت نسبة الأزواج القاطنين مع بعضهم البعض 63.1% من أصل المجموع الكلي للأسر، ونسبة 7.6% من الأسر كان لديها معيلات من الإناث دون وجود شريك، بينما كانت نسبة 3.1% من الأسر لديها معيلون من الذكور دون وجود شريكة وكانت نسبة 26.1% من غير العائلات. تألفت نسبة 22.8% من أصل جميع الأسر من عدة أفراد يعيشون في نفس المنزل ونسبة 15.3% كانت تتألف من شخص يعيش بمفرده يبلغ من العمر 65 عاماً أو أكثر. وبلغ متوسط حجم الأسرة المعيشية 2.67، أما متوسط حجم العائلات فبلغ 3.15.
بلغ العمر الوسطي للسكان 44.1 عاماً. وكانت نسبة 25.3% من القاطنين تحت سن الثامنة عشر، وكانت نسبة 4.8% بين الثامنة عشر والرابعة والعشرين عاماً، ونسبة 21.5% كانت واقعةً في الفئة العمرية ما بين الخامسة والعشرين والرابعة والأربعين عاماً، ونسبة 28.7% كانت ما بين الخامسة والأربعين والرابعة والستين، ونسبة 19.7% كانت ضمن فئة الخامسة والستين عاماً فما فوق. وتوزع التركيب الجنسي للسكان بنسبة 46.9% ذكور و53.1% إناث.

## أعلام
- دوروثي جيلمان
- جاك كوران
- رالف برانكا